# 佐世保市役所
佐世保市役所（させぼしやくしょ）は、日本の地方公共団体である佐世保市の執行機関としての事務を行う施設（役所）である。

## 本庁舎

### 位置
- 〒857-8585　長崎県佐世保市八幡町1番10号（北緯33度10分48.1秒 東経129度42分54.4秒 / 北緯33.180028度 東経129.715111度）

### 建物
本庁舎は鉄筋コンクリート造、地上13階、地下2階建て。
高さは59.1mで竣工当時は市内で最も高い建築物だった（現在はハウステンボス内のドムトールン）。

## 本庁舎に隣接する庁舎

### 中央保健福祉センター
- 位置：高砂町5番1号（北緯33度10分42.9秒 東経129度42分54.8秒 / 北緯33.178583度 東経129.715222度）
- 建物：鉄筋コンクリート造、地上8階、地下1階建て。

保健所庁舎が老朽化・狭隘化していたことと保健福祉に関する機能の集中を図るため、旧来庁者駐車場跡に建設された。
2009年（平成21年）5月に竣工し関係部署が段階的に移転、同年6月1日より本格的に供用を開始した。保健所庁舎と中央公民館（旧産業会館に仮移転）を解体して新来庁者駐車場及び市役所との連絡通路を設けている。
公募により「すこやかプラザ」の愛称がつけられている。

#### 旧保健所庁舎
- 位置：高砂町5番17号
- 建物：鉄筋コンクリート造、3階建て。上述の中央保健福祉センター開設により2009年（平成21年）5月に閉鎖され、同年8月までに解体された。

### 水道局庁舎
- 位置：八幡町4番8号
- 建物：鉄筋コンクリート造、3階建て

左：中央保健福祉センター（2009年6月）
中：旧保健所庁舎（2008年7月）
右：水道局庁舎（2008年7月）

## 佐世保市の組織
2020年5月現在。市役所本庁舎及び隣接庁舎以外の施設についてはこちらを参照されたい。

### 市役所本庁舎
市長部局
- 市長
  - 副市長
    - 基地政策局
    - 行財政改革推進局
    - 企業立地推進局
    - 防災危機管理局
    - 契約監理室
    - 企画部
    - 総務部
    - 財務部
    - 観光商工部
    - 農林水産部
    - 都市整備部
    - 土木部
    - 市民生活部
    - 保健福祉部

  - 会計管理者

行政委員会
- 教育委員会
- 選挙管理委員会
- 監査委員
- 農業委員会
- 公平委員会
- 固定資産評価審査委員会

その他
- 議会事務局

### 中央保健福祉センター
市長部局
- （保健福祉部）
  - 保健所
  - 福祉事務所
  - 市立急病診療所
- 子ども未来部

### 水道局庁舎
地方公営企業
- 水道局

## 支所
支所数 : 16
- 早岐支所（はいき）- 〒859-3215 佐世保市早岐1丁目6番38号（北緯33度8分11.6秒 東経129度47分50.6秒 / 北緯33.136556度 東経129.797389度）
- 宮支所（みや）- 〒859-3237 佐世保市城間町345番地（北緯33度5分12.7秒 東経129度48分53.1秒 / 北緯33.086861度 東経129.814750度）
- 針尾支所（はりお）- 〒859-3452 佐世保市針尾中町1538番5号（北緯33度4分39.9秒 東経129度45分22.0秒 / 北緯33.077750度 東経129.756111度）
- 江上支所（えがみ）- 〒859-3242 佐世保市指方町1759（北緯33度6分30.8秒 東経129度47分0.3秒 / 北緯33.108556度 東経129.783417度）
- 三川内支所（みかわち）- 〒859-3151 佐世保市三川内本町289番1号（北緯33度9分9.6秒 東経129度49分45.3秒 / 北緯33.152667度 東経129.829250度）
- 日宇支所（ひう）- 〒857-1151 佐世保市日宇町675番2号（北緯33度9分27.6秒 東経129度45分30.1秒 / 北緯33.157667度 東経129.758361度）
- 柚木支所（ゆのき）- 〒857-0112 佐世保市柚木町2088番2号（北緯33度12分37.4秒 東経129度45分50.9秒 / 北緯33.210389度 東経129.764139度）
- 大野支所（おおの）- 〒857-0136 佐世保市田原町13番29号（北緯33度12分30.6秒 東経129度43分16.1秒 / 北緯33.208500度 東経129.721139度）
- 中里皆瀬支所（なかざとかいぜ）- 〒858-0903 佐世保市上本山町1228番1号（北緯33度12分38.4秒 東経129度41分44.3秒 / 北緯33.210667度 東経129.695639度）
- 相浦支所（あいのうら）- 〒858-0914 佐世保市川下町209番地5（北緯33度11分10.2秒 東経129度40分06.1秒 / 北緯33.186167度 東経129.668361度）
- 黒島支所（くろしま）- 〒857-3271 佐世保市黒島町3175番地（北緯33度8分29.8秒 東経129度32分4.0秒 / 北緯33.141611度 東経129.534444度）
- 吉井支所（よしい） - 〒859-6326 佐世保市吉井町立石473番地（北緯33度16分11.2秒 東経129度41分19.4秒 / 北緯33.269778度 東経129.688722度）
- 世知原支所（せちばる）- 〒859-6408 佐世保市世知原町栗迎246番1号（北緯33度15分27.6秒 東経129度45分6.0秒 / 北緯33.257667度 東経129.751667度）
- 小佐々支所（こさざ）- 〒857-0412 佐世保市小佐々町西川内172番3号（北緯33度12分53.9秒 東経129度35分56.5秒 / 北緯33.214972度 東経129.599028度）
- 江迎支所（えむかえ）- 〒859-6101 佐世保市江迎町長坂263番地（北緯33度18分33.7秒 東経129度37分44.0秒 / 北緯33.309361度 東経129.628889度）
- 鹿町支所（しかまち）- 〒859-6204 佐世保市鹿町町下歌ヶ浦8-37（北緯33度16分41.7秒 東経129度35分36.2秒 / 北緯33.278250度 東経129.593389度）

## 行政センター
行政センター数 : 1
- 宇久行政センター（うく）- 〒857-4901 佐世保市宇久町平2581番5号（北緯33度15分44.4秒 東経129度7分51.5秒 / 北緯33.262333度 東経129.130972度）

## 沿革
- 1902年（明治35年） - 佐世保村が市制施行。市役所は谷郷の旧村役場をそのまま使用。
- 1903年（明治36年） - 現在地にあった料亭を買収改装して移転。
- 1910年（明治43年） - 木造2階建てに改築。
- 1934年（昭和9年） - 鉄筋コンクリート4階建てに改築。総工費41万3千円。
- 1945年（昭和20年）6月28日 - 佐世保空襲で庁舎内部全焼。外構部は焼け残ったため戦後も補修して引き続き利用された。
- 1948年（昭和23年）10月 - 市内春日町に庁舎を置いていた長崎県佐世保保健所を市に移管。
- 1957年（昭和32年）7月 - 保健所庁舎、高砂町に移転新築。
- 1959年（昭和34年）7月 - 現水道局庁舎が落成。
- 1974年（昭和49年）12月21日 - 現庁舎が落成。
- 2005年（平成17年）4月1日 - 北松浦郡吉井町、世知原町を佐世保市に編入。これに伴い吉井行政センター・世知原行政センターを設置。
- 2006年（平成18年）3月31日 - 北松浦郡小佐々町、宇久町を佐世保市に編入。これに伴い小佐々行政センター・宇久行政センターを設置。
- 2009年（平成21年）6月1日 - 中央保健福祉センター本格供用開始。
- 2010年（平成22年）3月31日 - 北松浦郡江迎町、鹿町町を佐世保市に編入。これに伴い江迎行政センター・鹿町行政センターを設置。
- 2012年（平成24年）8月1日 - 合併地域に設置していた各行政センターを宇久を除き支所に再編。
- 2017年（平成29年）6月1日 - 長崎県（県北振興局）より佐世保市役所戸籍住民窓口課にパスポート発券業務が移管される。
- 2018年（平成30年）5月7日 - 相浦支所を木宮町から川下町（相浦地区公民館と合築）へ移転新築。
- 2020年（令和2年）3月23日 - 鹿町支所を鹿町地区公民館内に統合移転。
- 2020年（令和2年）5月7日 - 吉井支所を移転新築。

## 周辺施設
- 亀山八幡宮
- 西方寺
- 佐世保合同庁舎
  - 佐世保税務署
  - 福岡財務支局佐世保出張所
  - 自衛隊長崎地方協力本部佐世保出張所
  - 長崎地方法務局佐世保支局
- 県北振興局
- 佐世保木場田郵便局
- 日本政策金融公庫佐世保支店
- 九州ひぜん信用金庫佐世保営業部
- 長崎県佐世保警察署
- 長崎県立佐世保北中学校・高等学校
- ホテル万松楼（休業中）

## アクセス
- JR佐世保駅から：西肥自動車（させぼバスも含む）のバスに乗り換え「佐世保市役所前」下車。
- 道路：国道204号・国道35号（いずれも佐世保市役所前が終点となる）